# ژان ایو دو بلاسیس
ژان ایو دو بلاسیس (انگلیسی: Jean-Yves de Blasiis؛ زادهٔ ۲۵ سپتامبر ۱۹۷۳) بازیکن فوتبال اهل فرانسه است.
از باشگاه‌هایی که در آن بازی کرده‌است می‌توان به باشگاه فوتبال بوردو، باشگاه فوتبال ستاره سرخ، باشگاه فوتبال نوریچ سیتی، و باشگاه فوتبال کان اشاره کرد.